# Autódromo Pedro Cofiño
El Autódromo Pedro Cofiño es el segundo mejor circuito Autódromo de Centroamérica. Fue inaugurado en febrero de 2002. El autódromo se ubica en la cabecera del, Departamento de Escuintla, a la orilla de la carretera principal que conduce de la autopista Palín-Escuintla hacia Antigua Guatemala (Ruta Nacional 14). El circuito tiene una longitud de 2,4 kilómetros; en las rectas se puede alcanzar los 240 km/h (dependiendo de la categoría), todos los detalles y la información del circuito están validados por la "FIA" Federación Internacional del Automóvil, la pista fue inaugurada como Autódromo Los Volcanes, en 2007 fue renombrado en honor al fallecido piloto de carreras de Guatemala Pedro Cofiño.

## Información general
El Autódromo Pedro Cofiño fue creado gracias a un grupo de corredores de automóviles (Pedro Cofiño Kepler y Osberto Mencos Santizo) que vieron la necesidad en Guatemala de crear un lugar específico para carreras automovilísticas, además proporciona una excelente opción a las empresas para la exposición de sus marcas, tanto hacia los asistentes como a los medios de comunicación masivos.
Custodiado por los imponentes Volcanes de Fuego, Agua y Acatenango, sirve de marco perfecto para las actividades que se desarrollan en una extensión de 49 manzanas de terreno, con parqueo para más de 2.500 vehículos. El circuito cuenta con una extensión de 2.400 m de largo y 10 m en su parte más ancha. Está construido bajo estrictos estándares internacionales; lo que le ha permitido estar dentro de los mejores de la región y haber logrado ser sede de importantes eventos internacionales.
Desde su construcción en el año 2002, se han realizado diferentes eventos contribuyendo esto, al desarrollo del deporte de la velocidad en Guatemala. La visión de sus fundadores, en especial la de quien lleva su nombre, fue el motor que impulsó lo que durante muchos años fue solo un sueño.

## Detalles del Autódromo
- Tamaño del terreno que alberga todo "Autódromo Pedro Cofiño": 49 manzanas de terreno.
- Formato de la Pista (Circuito).
- Largo de la pista: 2,400 m
- Ancho de la pista: 10
- 12 curvas
- El Autódromo se ha renombrado en 2007
- Asfalto especial para circuitos
- Récord de velocidad 240 km/h
- 20 Pit stop desde sus inicios
- Para un total de 22 escuderías y pilotos.
- 1 Tribunas.
- 2 Accesos a la pista.
- 2.500 Parqueos disponibles
- 3 Áreas para el público
- Capacidad de aficionados: 6 mil contando las 3 áreas de público
- Área de Patrocinadores
- Área de comidas
- Servicios sanitarios
- Tomas de agua
- Áreas verdes